# Congrier
Congrier és un municipi francès situat al departament de Mayenne i a la regió de País del Loira. L'any 2007 tenia 944 habitants.

## Demografia

### Població
El 2007 la població de fet de Congrier era de 944 persones. Hi havia 376 famílies de les quals 108 eren unipersonals (76 homes vivint sols i 32 dones vivint soles), 128 parelles sense fills, 112 parelles amb fills i 28 famílies monoparentals amb fills.
La població ha evolucionat segons el següent gràfic:
Habitants censats

### Habitatges
El 2007 hi havia 440 habitatges, 383 eren l'habitatge principal de la família, 22 eren segones residències i 35 estaven desocupats. 419 eren cases i 19 eren apartaments. Dels 383 habitatges principals, 260 estaven ocupats pels seus propietaris, 117 estaven llogats i ocupats pels llogaters i 6 estaven cedits a títol gratuït; 4 tenien una cambra, 17 en tenien dues, 79 en tenien tres, 96 en tenien quatre i 187 en tenien cinc o més. 315 habitatges disposaven pel capbaix d'una plaça de pàrquing. A 159 habitatges hi havia un automòbil i a 182 n'hi havia dos o més.

### Piràmide de població
La piràmide de població per edats i sexe el 2009 era:
| Homes | Edats   | Dones |
| ----- | ------- | ----- |
| 0     | 95 o +  | 0     |
| 0     | 90 a 94 | 0     |
| 4     | 85 a 89 | 12    |
| 4     | 80 a 84 | 8     |
| 24    | 75 a 79 | 16    |
| 24    | 70 a 74 | 36    |
| 20    | 65 a 69 | 28    |
| 24    | 60 a 64 | 16    |
| 8     | 55 a 59 | 12    |
| 24    | 50 a 54 | 16    |
| 48    | 45 a 49 | 44    |
| 36    | 40 a 44 | 32    |
| 48    | 35 a 39 | 32    |
| 32    | 30 a 34 | 28    |
| 36    | 25 a 29 | 36    |
| 40    | 20 a 24 | 28    |
| 60    | 15 a 19 | 24    |
| 44    | 10 a 14 | 32    |
| 72    | 5 a 9   | 40    |
| 32    | 0 a 4   | 40    |

## Economia
El 2007 la població en edat de treballar era de 611 persones, 488 eren actives i 123 eren inactives. De les 488 persones actives 456 estaven ocupades (258 homes i 198 dones) i 32 estaven aturades (14 homes i 18 dones). De les 123 persones inactives 50 estaven jubilades, 41 estaven estudiant i 32 estaven classificades com a «altres inactius».

### Ingressos
El 2009 a Congrier hi havia 378 unitats fiscals que integraven 976 persones, la mediana anual d'ingressos fiscals per persona era de 14.540 €.

### Activitats econòmiques
Dels 32 establiments que hi havia el 2007, 2 eren d'empreses extractives, 1 d'una empresa alimentària, 6 d'empreses de fabricació d'altres productes industrials, 7 d'empreses de construcció, 5 d'empreses de comerç i reparació d'automòbils, 1 d'una empresa d'hostatgeria i restauració, 3 d'empreses financeres, 1 d'una empresa immobiliària, 3 d'empreses de serveis, 1 d'una entitat de l'administració pública i 2 d'empreses classificades com a «altres activitats de serveis».
Dels 10 establiments de servei als particulars que hi havia el 2009, 1 era una oficina bancària, 1 paleta, 1 guixaire pintor, 1 fusteria, 2 lampisteries, 1 electricista, 1 perruqueria, 1 restaurant i 1 saló de bellesa.
L'únic establiment comercial que hi havia el 2009 era una fleca.
L'any 2000 a Congrier hi havia 50 explotacions agrícoles que ocupaven un total de 1.836 hectàrees.

## Equipaments sanitaris i escolars
El 2009 hi havia 2 escoles elementals.

## Poblacions més properes
El següent diagrama mostra les poblacions més properes.